# Need for Speed: Unbound
Need for Speed: Unbound (chiamato anche NFS: Unbound) è un videogioco di corse sviluppato dalla Criterion Games e pubblicato dalla Electronic Arts per Microsoft Windows, PlayStation 5 e Xbox Series X/S.
È il venticinquesimo capitolo della serie Need for Speed. Il gioco è stato pubblicato in tutto il mondo il 2 dicembre 2022.
Questo capitolo presenta uno stile grafico e di gioco che fonde elementi come il cel-shading e il graffitismo, con quello più realistico di altri titoli passati del franchising Need for Speed. È ambientata in una città immaginaria ispirata a Chicago chiamata Lakeshore City.